# Casa Hollyhock
La Casa d'Aline Barnsdall Hollyhock o Casa Hollyhock (en anglès Hollyhock House) és una residència situada en el barri d'East Hollywood de Los Angeles, a l'estat de Califòrnia (als Estats Units d'Amèrica). Va ser dissenyada per Frank Lloyd Wright originalment com a residència per a l'hereva del petroli Aline Barnsdall i construïda entre 1919 i 1921. L'edifici és ara la peça central del Barnsdall Art Park. Al juliol de 2019, juntament amb uns altres set edificis dissenyats per Lloyd Wright en el segle xx, es va agregar a la Llista del Patrimoni Mundial de la UNESCO. Es destaca per una estètica arquitectònica influent, que combinava espais de vida interiors i exteriors. És la primera vegada que l'arquitectura estatunidenca moderna ha estat reconeguda en la Llista del Patrimoni Mundial.

## Història
Aline Barnsdall originalment tenia la intenció que la casa fos part d'un complex d'arts i teatre en directe en una propietat coneguda com Olive Hill, però aquest gran projecte mai no es va completar. Aquest va ser el segon projecte de Wright a Califòrnia (el primer va ser la casa George C. Stewart, al 1909, a Montecito). Atípicament per a Wright, no va poder supervisar personalment gran part de la construcció a causa de la seva preocupació en aquell moment en el disseny de l'Hotel Imperial al Japó. Va delegar moltes de les responsabilitats relacionades amb completar la casa al seu assistent, Rudolph Schindler, i al seu fill, Lloyd Wright. Wright va ser acomiadat del projecte l'any 1921 a causa dels costos excessius en el projecte.
Desil·lusionada pels costos de construcció i manteniment, Barnsdall va donar la casa a la ciutat de Los Angeles l'any 1927 sota l'estipulació que s'atorgaria un contracte d'arrendament de quinze anys al Califòrnia Art Club per a què fos la seva seu. El club va ser-hi fins al 1942, quan la casa gairebé va ser enderrocada. La casa s'ha utilitzat com a galeria d'art i com a instal·lació d'United Service Organizations (USO) al llarg dels anys. A partir de 1974, la ciutat va patrocinar una sèrie de restauracions, però l'estructura va resultar danyada en el terratrèmol de Northridge de 1994. Va ser novament restaurada i va es va obrir al públic al juny de 2005.
El Departament de l'Interior dels Estats Units va designar a la casa Hollyhock com a Monument Històric Nacional l'any 2007. Va ser el setè lloc a la ciutat de Los Angeles a rebre aquesta designació. La casa es va incloure en una llista de les "deu millors" cases de Los Angeles de tots els temps en una enquesta d'experts de Los Angeles Times.

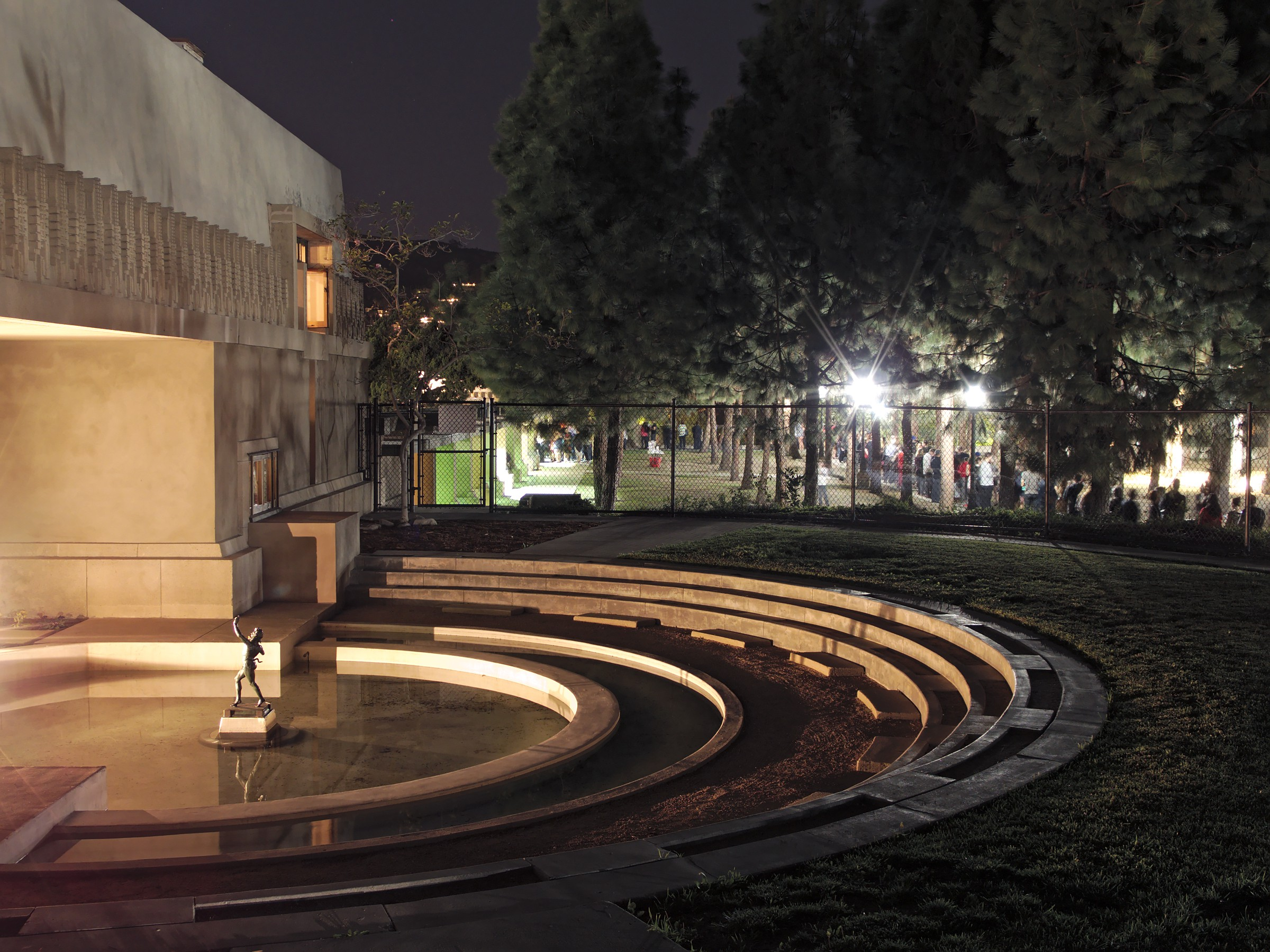
Piscina il·luminada i llargues cues en la reobertura, 2015

L'any 2005, Project Restore va iniciar un projecte de restauració de 10 anys. Project Restore és una organització sense ànim de lucre dedicada "a la restauració històrica i la preservació de la integritat cívica de la ciutat de Los Angeles". La restauració va incloure obres en el pis de l'edifici, fusta, portes, finestres, pedra d'art i guix.
Al 2007 l'American Institute of Architects va realitzar una enquesta per determinar la llista America's Favorite Architecture amb els 150 edificis favorits als Estats Units; la casa Hollyhock ocupa el lloc 131.
Al gener de 2015 es va anunciar que, després d'extenses renovacions, la casa tornaria a obrir per a les visites el 13 de febrer. L'esdeveniment de 24 hores va atreure grans multituds durant la nit, i molts van fer cua durant més de tres hores per entrar.
L'any 2015, el Servei de Parcs Nacionals va presentar la casa Hollyhock juntament amb nou altres obres de Frank Lloyd Wright a una llista temptativa per a la seva designació com a Patrimoni de la Humanitat. El 2018 es van presentar propostes revisades. Finalment, vuit propietats van ser incloses en la Llista del Patrimoni Mundial com a part d'una presentació anomenada "L'arquitectura del segle XX de Frank Lloyd Wright" al juliol de 2019. Quan la casa Hollyhock juntament amb set altres edificis dels Estats Units es van agregar a la Llista del Patrimoni Mundial de la UNESCO, va ser la primera vegada que aquesta organització va reconèixer l'arquitectura estatunidenca moderna.

## Característiques

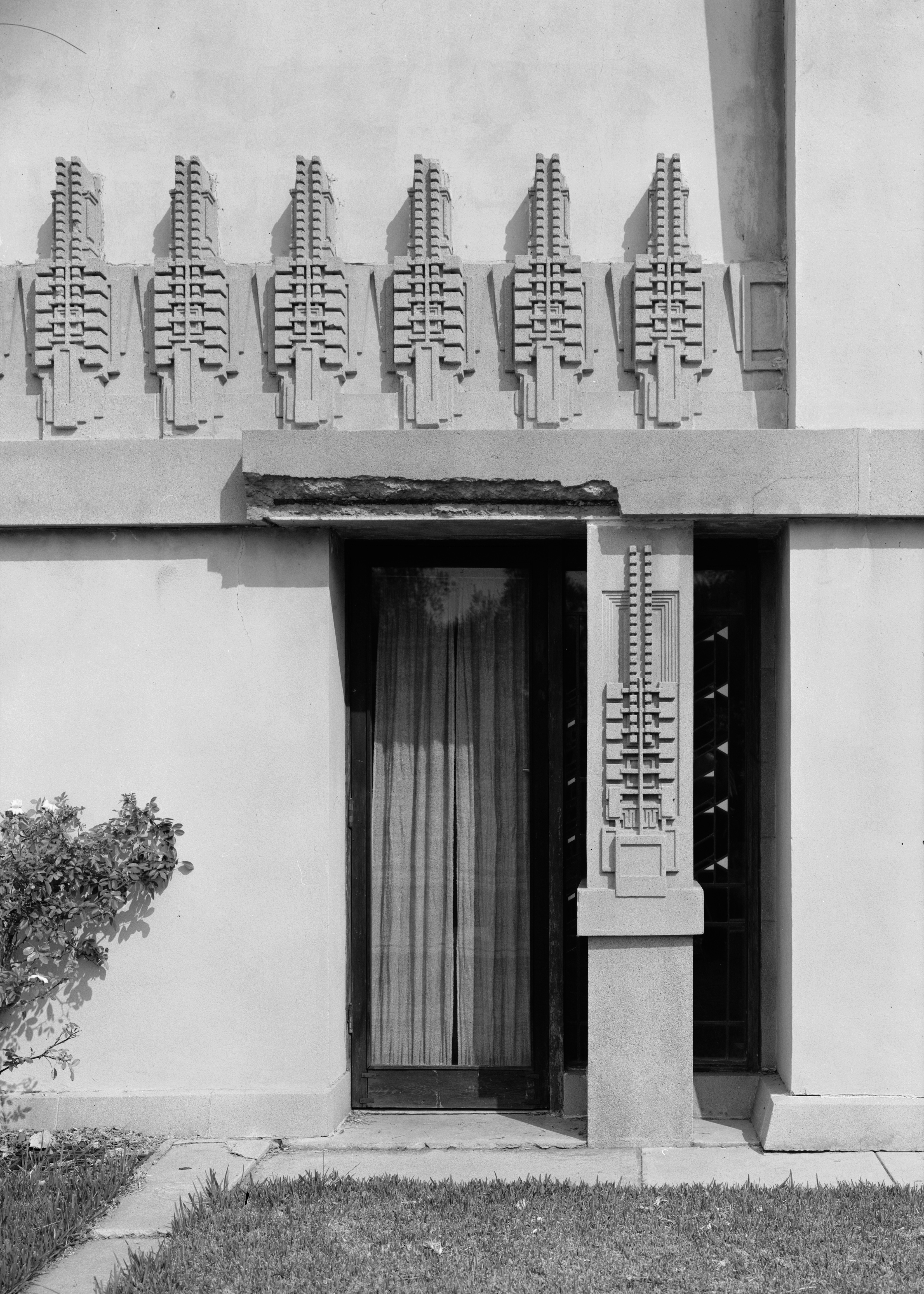
Detall de terrassa sud-oest amb relleus abstractes de flors de malva.

Com passa amb moltes de les residències de Wright, té un exterior "introvertit" amb finestres que semblen estar ocultes des de l'exterior i la casa no és fàcil de decodificar des de fora. La casa s'organitza al voltant d'un pati central amb un costat obert per formar una espècie d'escenari teatral (mai utilitzat com a tal), i un complex sistema de nivells dividits, graons i terrasses al voltant d'aquest pati. El disseny presenta parets exteriors que estan inclinades cap endarrere a 85 graus (fet que ajuda a proporcionar una aparença "maia" de vegades coneguda com l'estil neomaya), vidre artístic amb plom en les finestres, una gran xemeneia amb un gran baix relleu abstracte i un fossat. Se suposa que l'aigua ha de fluir des d'una piscina al pati a través d'un túnel fins a aquest fossat interior i novament cap a una font.
Les portes d'entrada s'escalonen de manera similar a l'entrada. Les portes dividides descansen sobre passadors i s'obren fàcilment malgrat el seu enorme pes. L'ull del pany està ocult amb una solapa decorativa.
La malvarrosa (la flor preferida d'Aline Barnsdale) s'utilitza com a tema central de la casa, amb moltes decoracions simètriques que adapten l'aparença general de la planta. Els tests estan decorats amb el motiu i són plens de les pròpies plantes, i les vidrieres de Wright presenten un patró de malva molt estilitzat. Una característica interessant són les cantonades de vidre en biaix en les finestres; una idea inicial que Wright va utilitzar més tard a la casa de la Cascada.
La casa Hollyhock compta amb una sala d'entreteniment immediatament a la dreta de l'entrada. Aquesta sala conté possiblement el primer centre d'entreteniment incorporat, complet amb disc fonogràfics al llarg del pis. Altres habitacions notables inclouen una àrea de jocs per a nens, així com una cuina modernista, que durant molt de temps va albergar la botiga de regals del museu.
Com moltes cases dissenyades per Wright, va resultar ser millor com a obra estètica que com a habitatge habitable. L'aigua tendia a fluir sobre la gespa central i cap a la sala d'estar, i les terrasses de sostre pla van ser concebudes sense tenir en compte les pluges de Los Angeles. El formigó en voladís tampoc va resistir bé els terratrèmols de la zona.
Va haver-hi un nombre considerable de revisions. Dues estructures més petites, anomenades Studio Residence A i B, es van construir en el terreny. La residència A segueix en peu. El client també va encarregar un jardí per a infants privat que mai no es va construir. La propietat també inclou un edifici més petit dissenyat per l'arquitecte modernista Richard Neutra.

## Ús en produccions cinematogràfiques
La casa i els terrenys es van utilitzar com a temple de les Dones Piraña a la pel·lícula Cannibal Women in the Reclamat Jungle of Death de 1989.

## Amics de la Casa Hollyhock (FOHH)
El FOHH proporciona una major consciència pública sobre Frank Lloyd Wright, Aline Barnsdall i la casa Hollyhock a través de recorreguts públics, esdeveniments especials i la biblioteca de Friends of Hollyhock House. Conté una petita biblioteca de recerca amb llibres i articles sobre Frank Lloyd Wright i Aline Barnsdall. Tots els docents són membres de l'associació Friends of Hollyhock House.

## Galeria

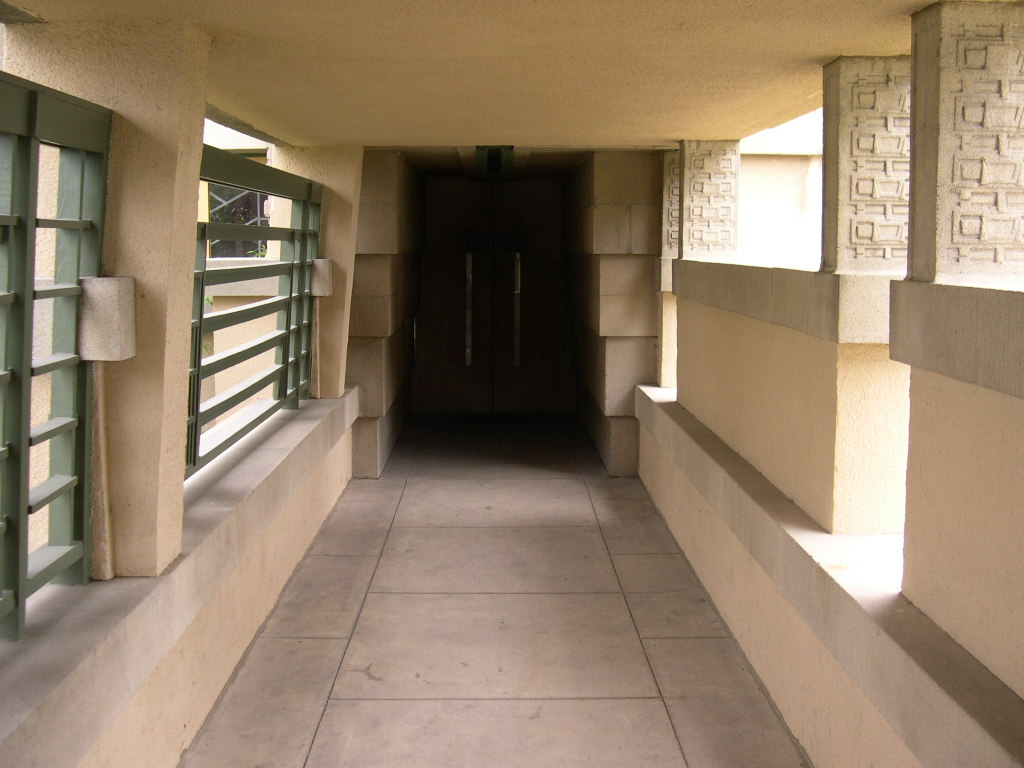
Entrada en forma de túnel amb talles de malva
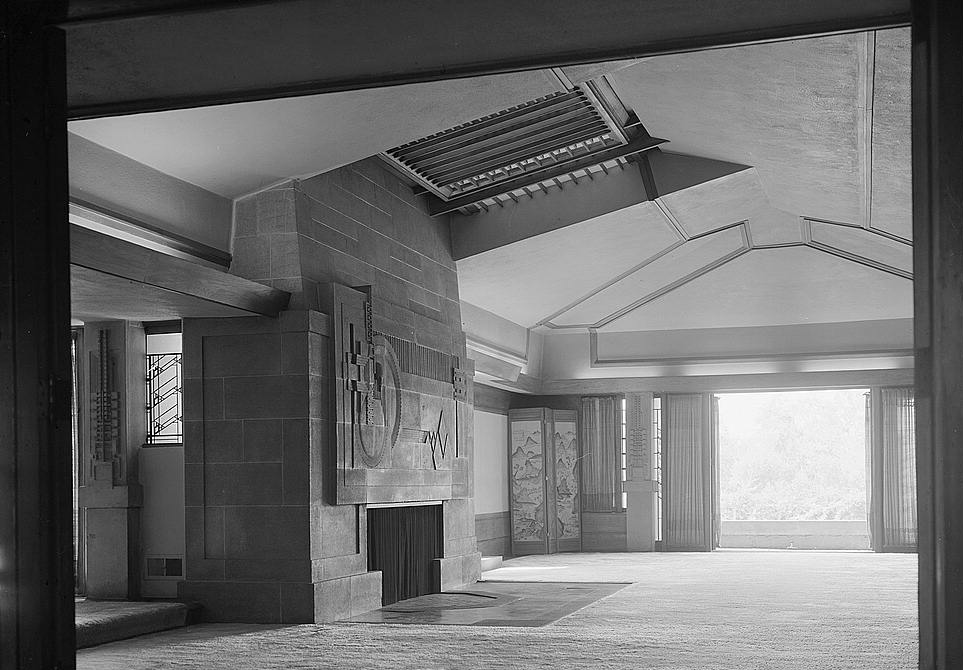
Sala d'estar de la Hollyhock House, amb xemeneia i claraboia (cap al sud-est, 1965)
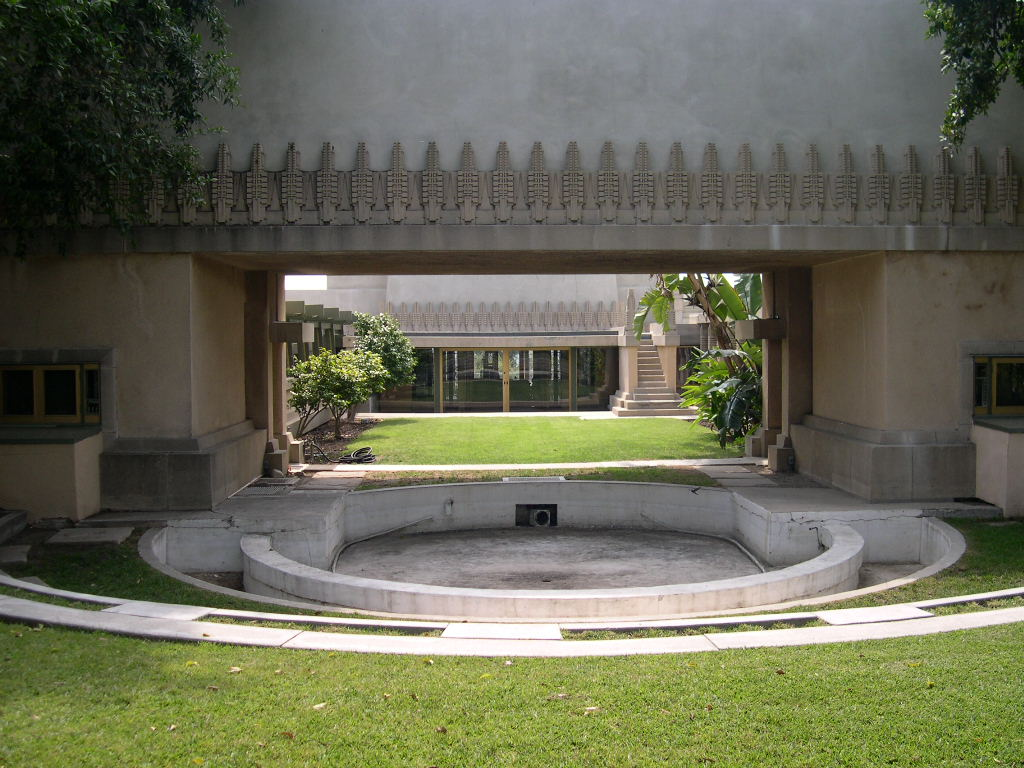
Vista sobre la piscina rodona, amb el pati central i la sala d'estar més enllà (2005)
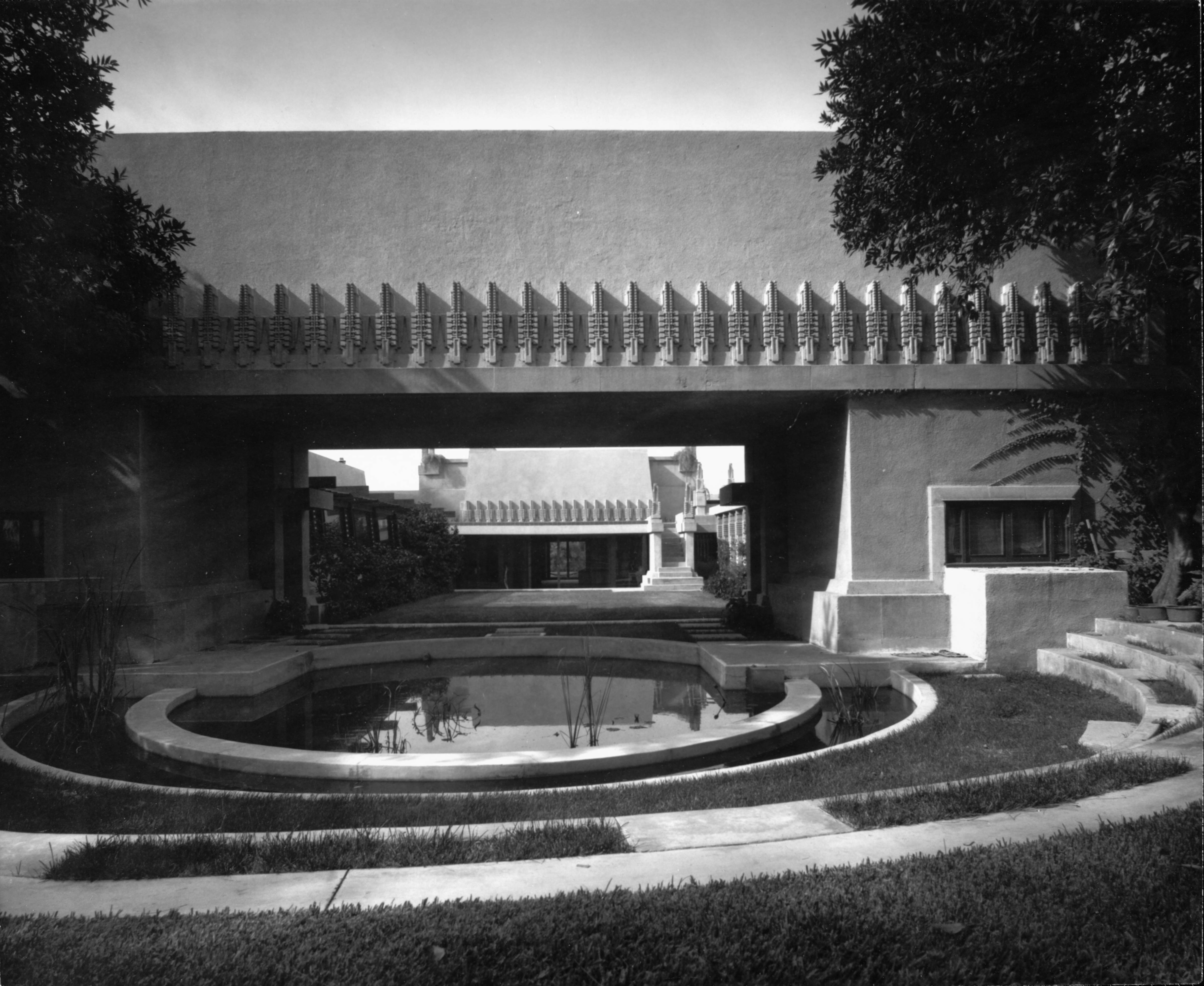
Vista sobre la piscina rodona, amb el pati central i la sala d'estar més enllà (1921)
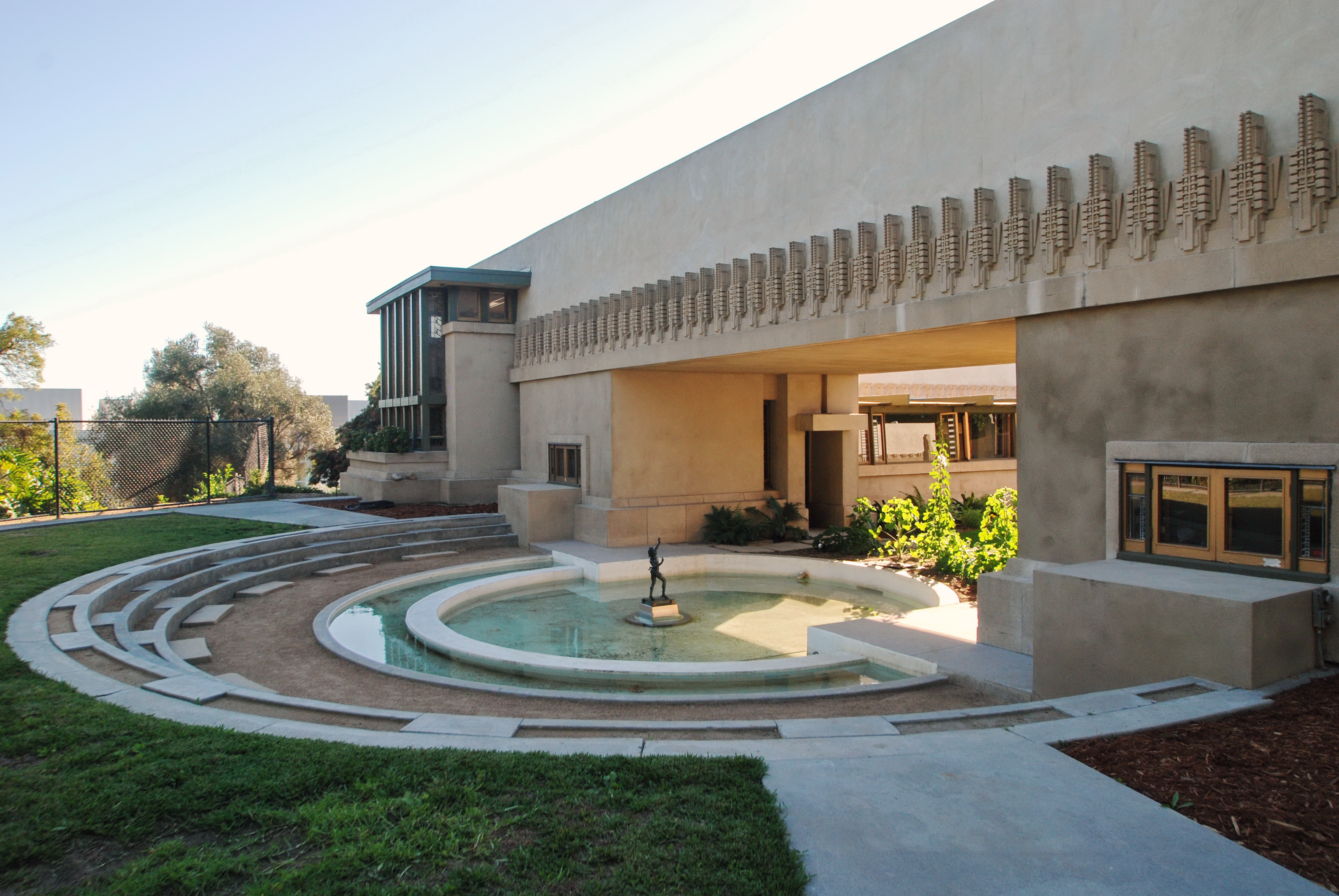
Piscina rodona després de la restauració (2015)
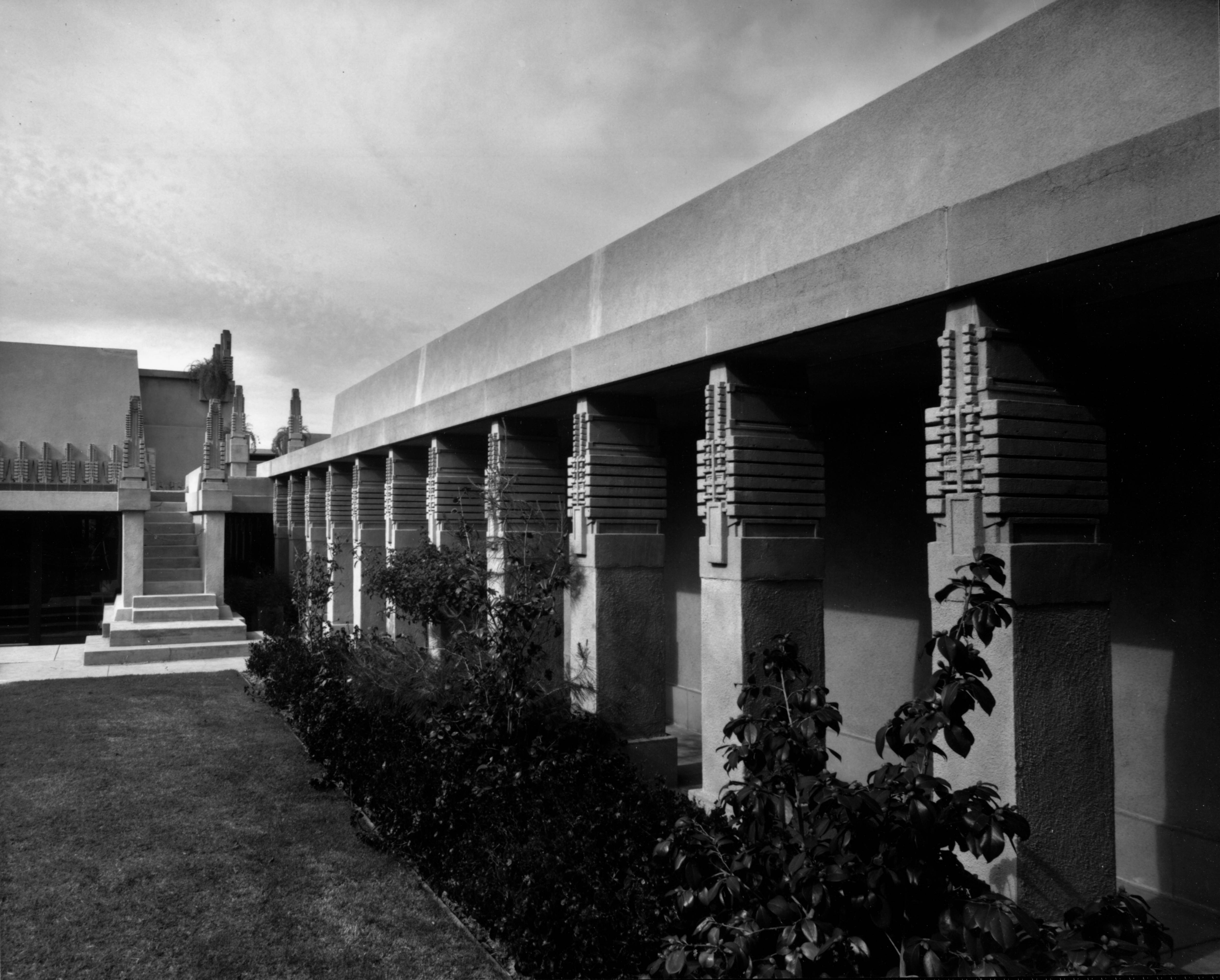
Part del pati central i sortint amb escala que condueix al terrat, 1921
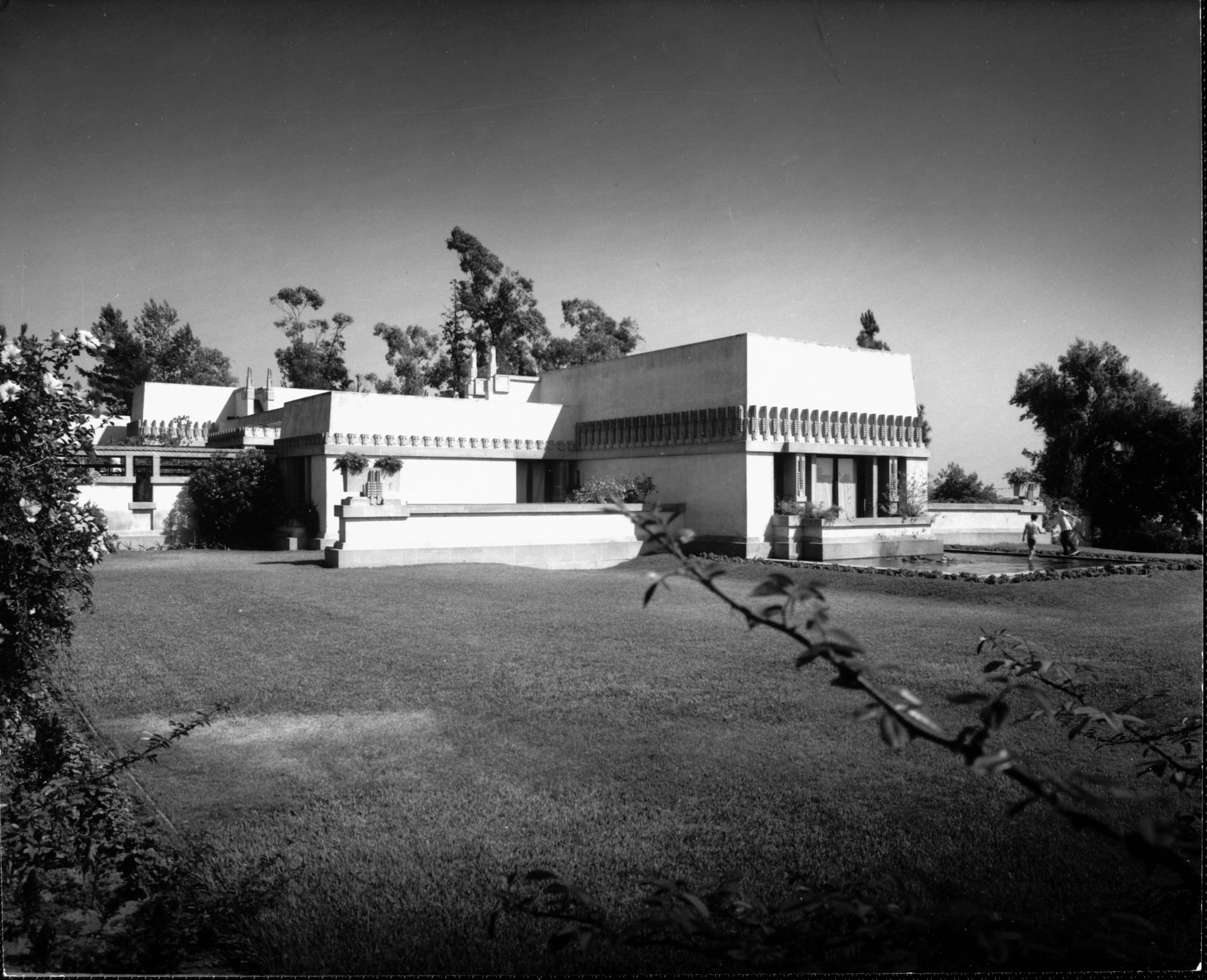
Hollyhock House des de baix amb nens jugant a la piscina, 1921
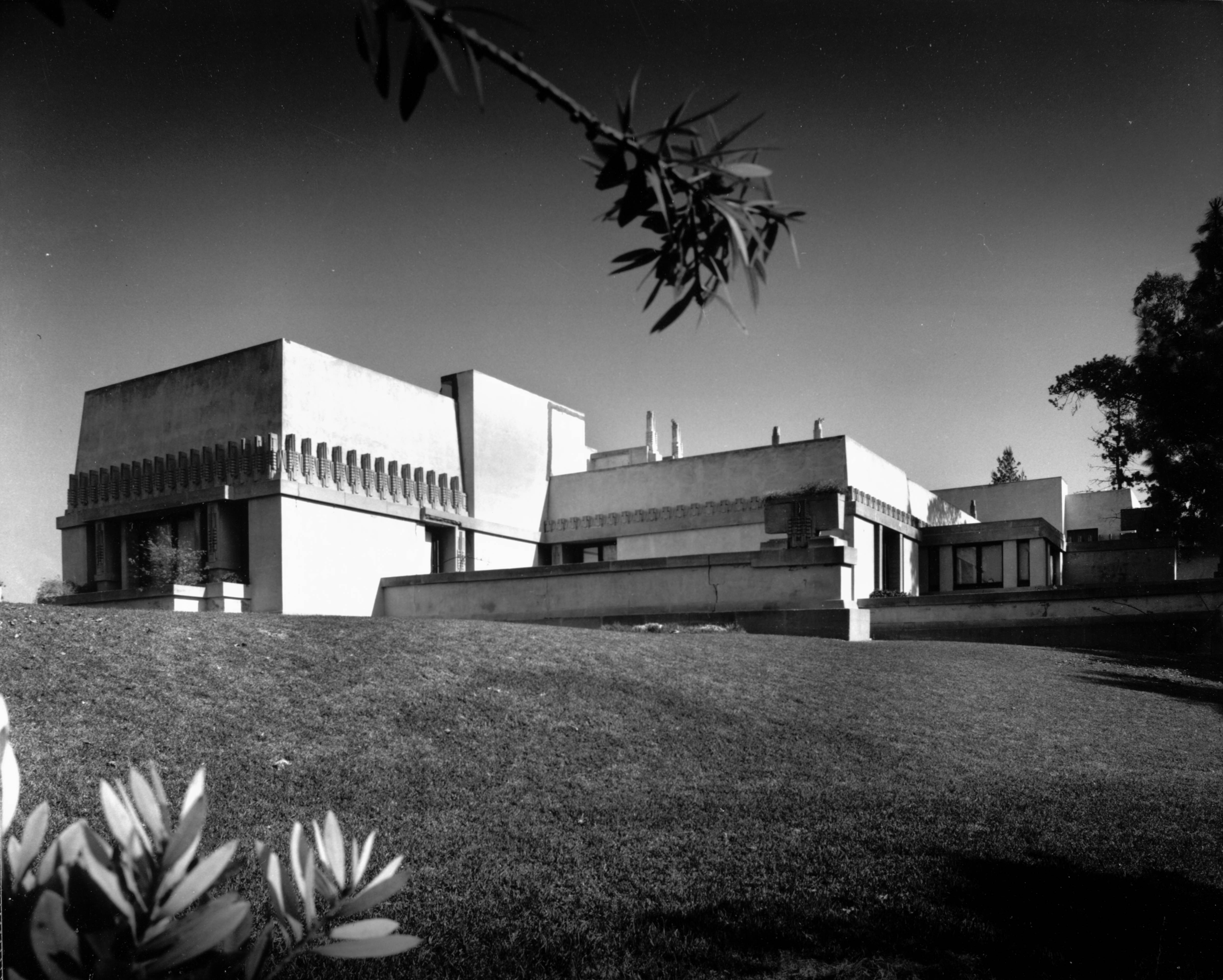
Hollyhock House des de dalt, 1921
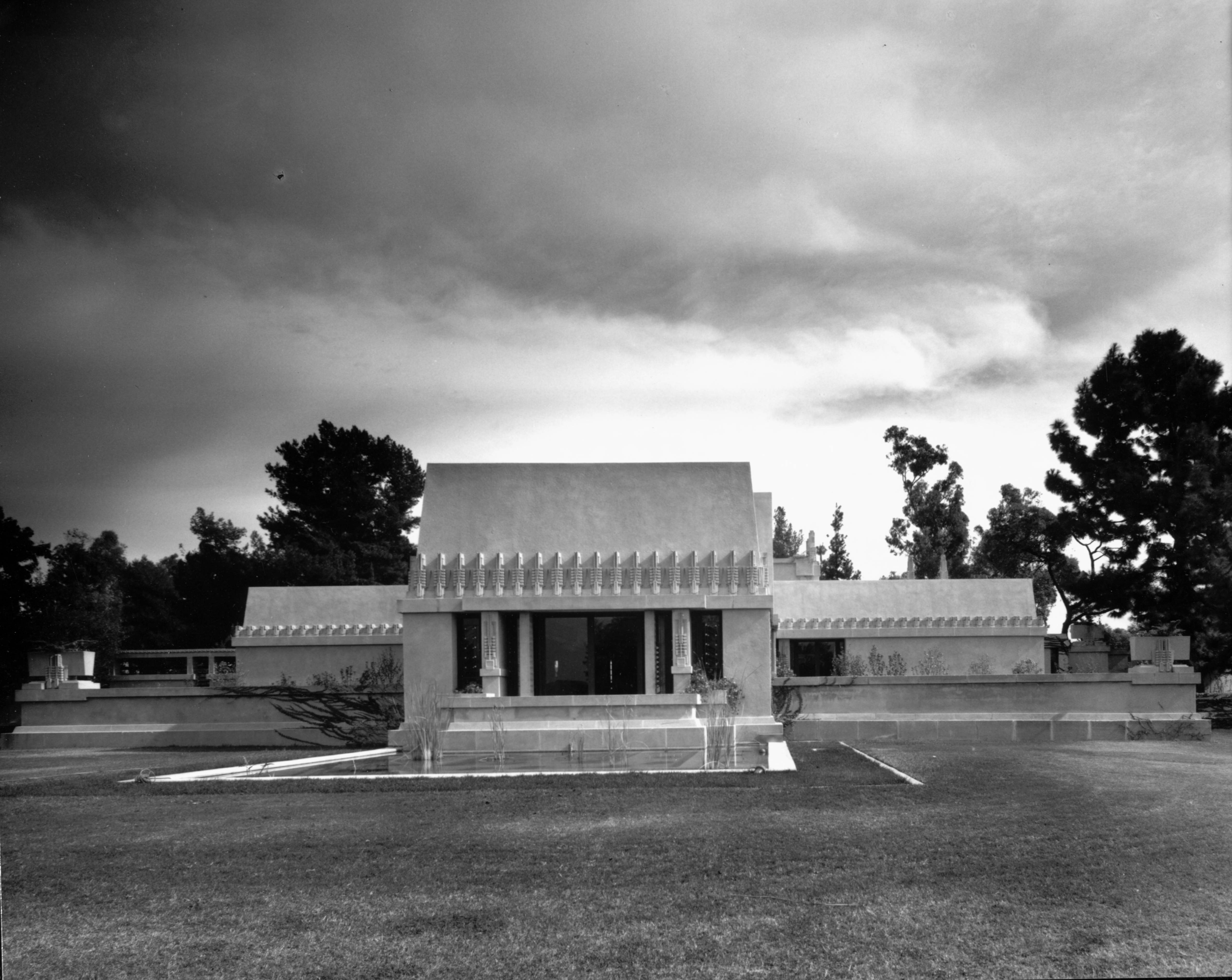
Hollyhock House amb una àmplia gespa plana, piscina quadrada ornamental, que mostra parts del disseny de les ales, 1921
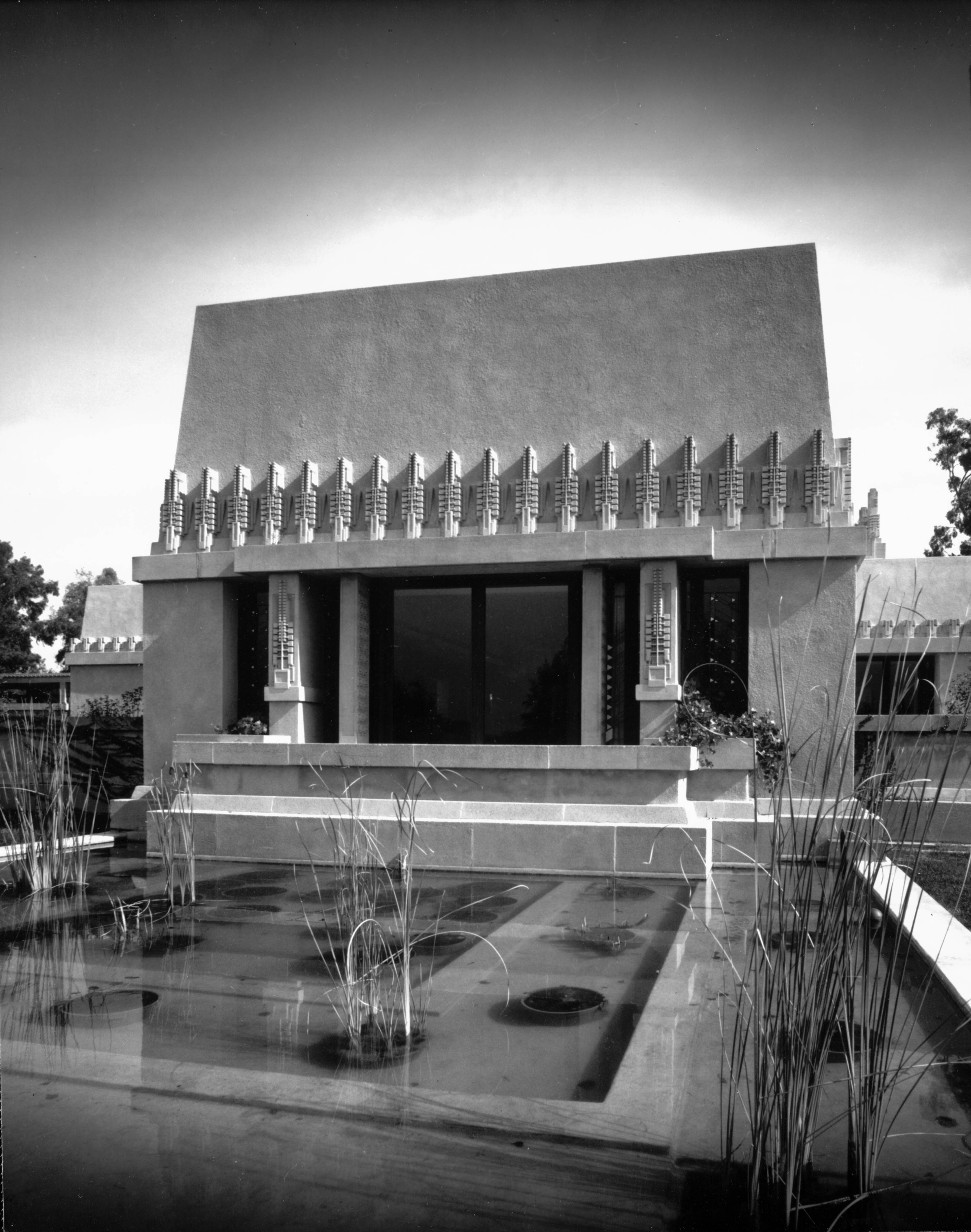
Hollyhock House i piscina quadrada ornamental, Los Ángeles, 1921
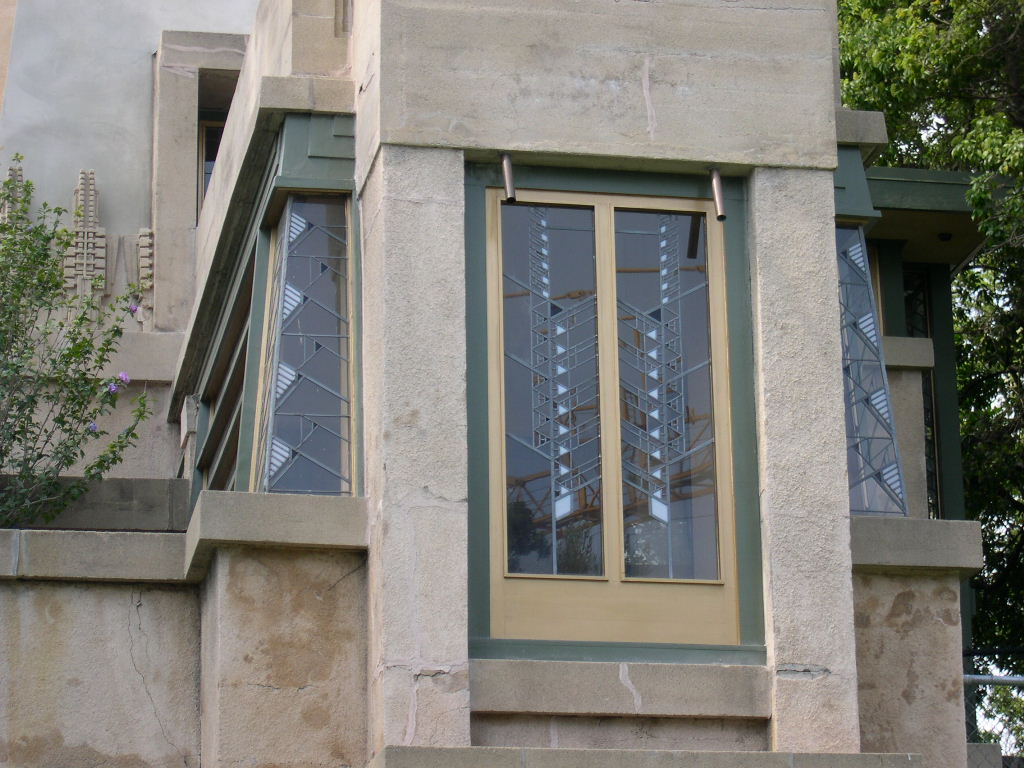
Els dissenys de vidre de Wright recorden el tema de la malvarrosa
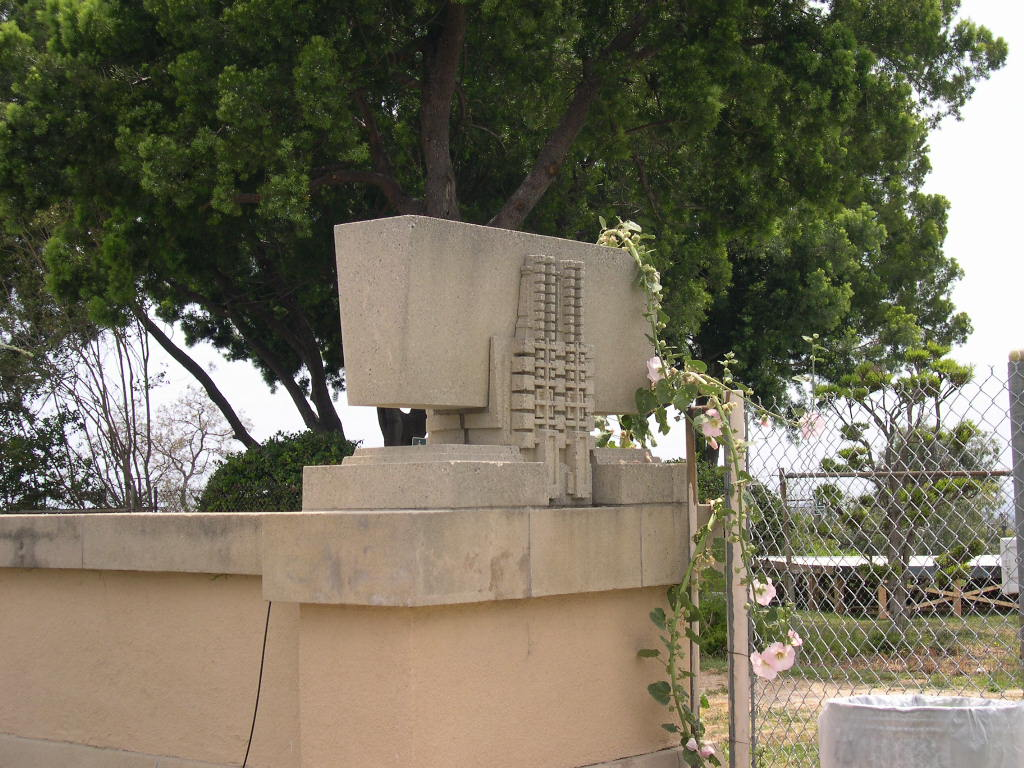
Talles de malva decoren aquesta jardinera exterior